# Terdič
Terdič je priimek več znanih Slovencev:
- Gregor Terdič (*1977), kanuist na divjih vodah
- Miha Terdič (*1980), kajakaš na divjih vodah